# Jørgen Skodborg
Jørgen Skodborg (født omkring 1480, død 15. december 1551) var udpeget som ærkebiskop i Lund stift 1520–1521. 
Skodborg stammer muligvis fra Ribe-egnen, da i flere forbindelser er omtalt som "kleriker" fra Ribe, hvorfor han må have fået sin grundliggende uddannelse her. Han læste senere ved universitetet i Rostock, hvorfra han blev baccalaur i 1503. Han tog efterfølgende en magistergrad på et ukendt universitet.
Efter færdiggørelsen af sin uddannelse fik han arbejde hos dronning Christine. Han havde forskellige kirkelige embeder, inden han blev sekretær for kongen, og som Christian 2.'s sekretær var han med på turen til Rom for at meddele pave Leo 10. den danske opbakning til udfaldet af det femte lateranmøde. Han var også på andre officielle rejser, blandt andet til De Habsburgske Nederlande for at indkræve medgiften for Christians hustru, Elisabeth af Habsburg. Dette mål lykkedes ikke, men på en af sine mange rejser opnåede han via Frans 1. af Frankrig støtte fra denne nation til Danmark i konflikten med Sverige. Hans indsats, heriblandt også funktionen som kongens anklager i dennes retssag med Jens Andersen Beldenak, blev anerkendt af kong Christian, der tildelte ham kirkelige embeder i Aarhus-området – disse blev senere stadfæstet af paven. 
Da biskop Birger Gunnersen i Lund døde i 1519, valgte domkapitlet Aage Jepsen Sparre til hans afløser, men Christian 2. var utilfreds med dette samt kapitlets samtidige beslutning om, at kun adelige kunne vælges til biskop i Lund. Christian udpegede i stedet i 1520 Skodborg som biskop, men samtidig udnævnte paven en italiensk kardinal til biskop i Lund. Da det ikke lykkedes for kongen at få Jørgen Skodborg viet til biskop, og denne samtidig stillede nogle krav, som kongen ikke kunne acceptere, afsatte han Skodborg igen i 1521; i stedet blev Didrik Slagheck udpeget som biskop.
Skodborg gik nu under jorden, og det mentes, at han ville drage til Rom for at klage til paven over sin behandling, men hans tilstedeværelse i Rom er først bevidnet i 1524, hvor han gik støttede en række andre danske bisper og den nye konge, Frederik 1., i deres modstand mod Christian 2., og han arbejdede aktivt for at få denne bandlyst. Kort efter blev Skodborg alvorligt syg og drog til et kurbad i Aachen. Senere insisterede Frederik 1. på at genindsætte Jørgen Skodborg som ærkebiskop, og han blev viet til embedet i sit eksil. Det var dog ikke uden problemer, da Sparre igen virkede i embedet. Da Frederik 1. ændrede holdning og nu støttede Sparre, blev Skodborg vred og truede rigsrådet, da kongen havde godkendt Sparre uden godkendelse fra paven.
Samtidig rullede reformationen hen over Europa og kom snart til Danmark, og Christian 3. nedlagde bispesædet i Lund, hvorfor Skodborg formelt set var den sidste, der var viet til dette embede. Med udgangspunkt i Køln støttede Skodborg ivrigt modreformationen, men han døde i 1540 og ligger begravet i Køln.